# Chiesa di Sant'Agata al Collegio
La chiesa di Sant'Agata al Collegio è un edificio religioso che si trova a Caltanissetta, nel centralissimo corso Umberto I. Deve il nome al contiguo collegio dei Gesuiti.

## Storia
Sul finire del Cinquecento, Luisa Moncada e suo figlio, il principe Francesco, insieme ad altre iniziative, invitarono in città l'ordine dei gesuiti, per il quale fecero edificare la chiesa, dedicata a sant'Agata, e l'annesso collegio. I lavori di costruzione del collegio iniziarono il 1º gennaio 1589 e si protrassero fino alla seconda metà del XIX secolo a causa di alterne vicende, mentre l'edificazione della chiesa iniziò nel 1600, e terminò nel 1610, proseguendo successivamente per i lavori di abbellimento. La facciata fu realizzata su disegno di Natale Masuccio.
L'ampio edificio del collegio è oggi sede della biblioteca comunale "Luciano Scarabelli" e dell'istituto superiore di studi musicali "Vincenzo Bellini".

## Descrizione

### Esterno

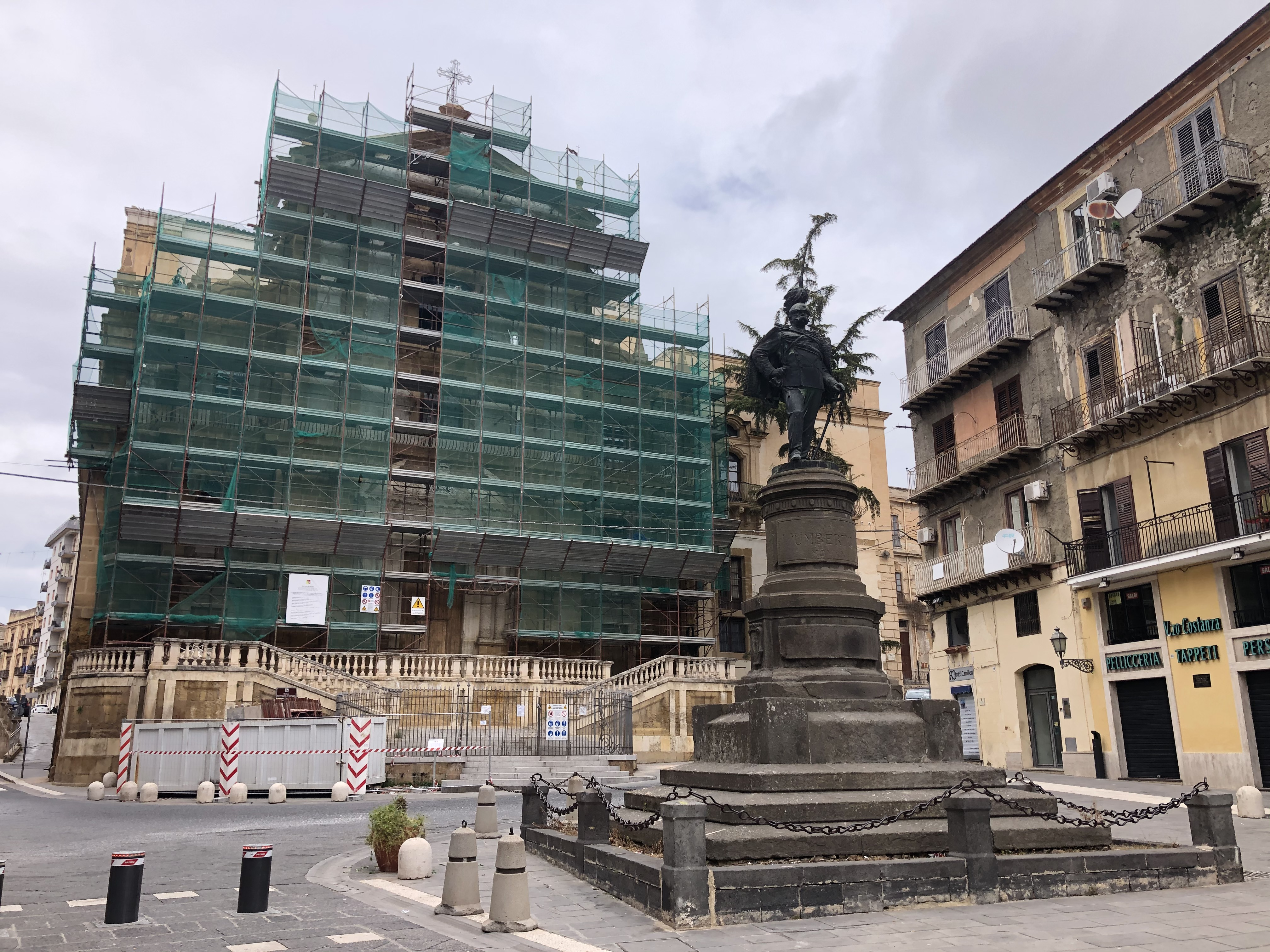
Nel 2021 viene iniziato il restauro della facciata della chiesa che da rossa diventa bianca

La facciata della chiesa risale al Seicento, tranne il portale del Marabitti, del Settecento, che è stato realizzato in pietra bianca, a contrasto con il materiale del resto della facciata, in pietra di Sabucina o pietra arenaria rossa. Il portale è coronato da un timpano spezzato, con al centro uno stemma sostenuto da due puttini.
Nella controfacciata è realizzata la cantoria delimitata da balaustra marmorea a colonnine, l'ambiente ospita il monumentale organo.

### Interno

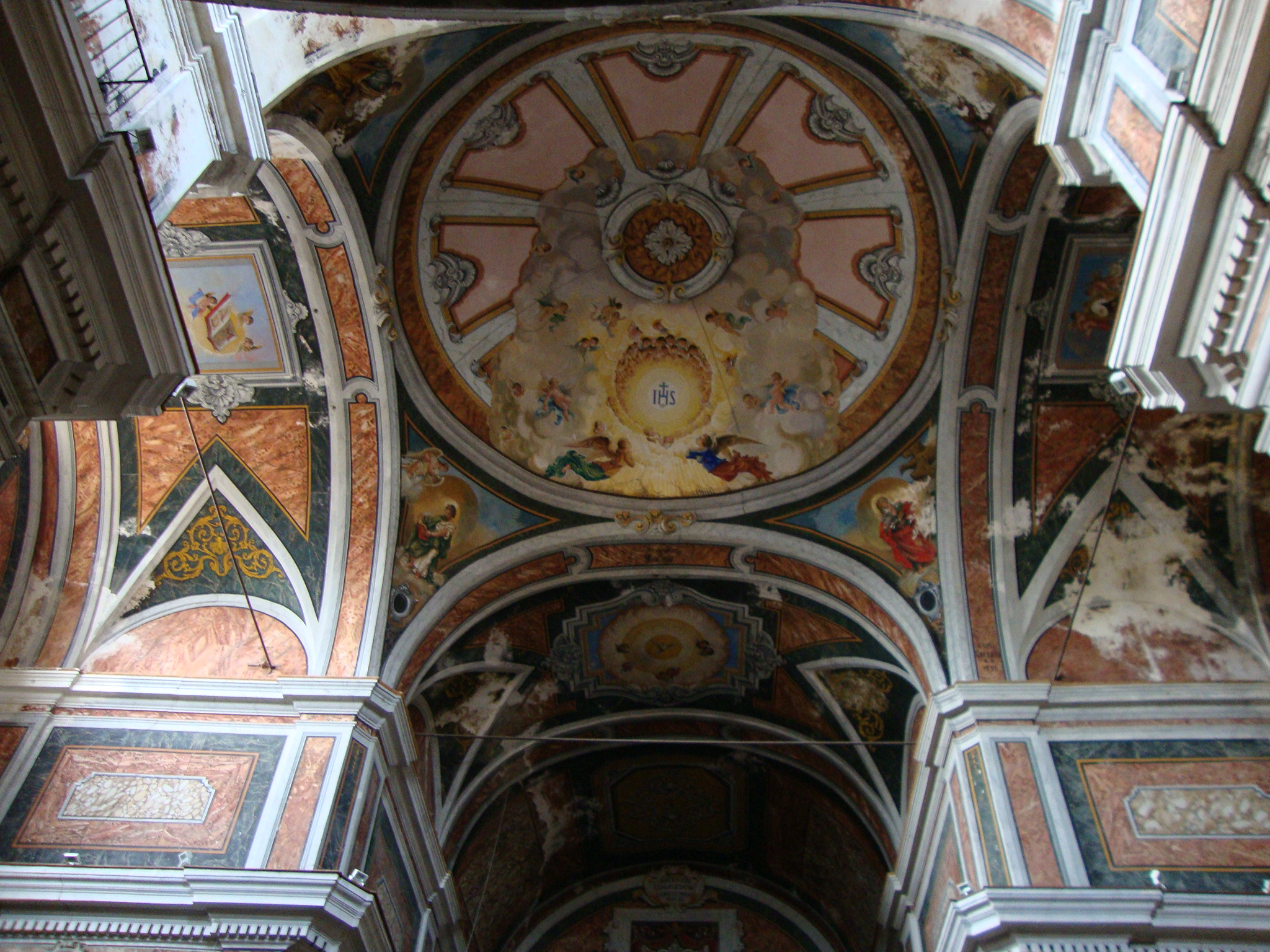
Interno della Chiesa; particolare della decorazione marmorea del soffitto. Al centro campeggia la sigla "IHS" identificativa dei Gesuiti.

La chiesa ha pianta a croce greca, con quattro bracci di uguale lunghezza e quattro cappelle laterali. L'interno è rivestito da lastre di marmo o di stucco a imitazione del marmo, dove ricorre la sigla "IHS", identificativa dell'ordine gesuitico.
Nel 1950 il Genio Civile in occasione dell'anno Giubilare incaricò l'artista nisseno Luigi Garbato di sostituire e ridipingere ex novo gli affreschi, ormai lacerati, dipinti dagli artisti catanesi Sozzi. Furono ridipinte: la volta centrale, il transetto, il presbiterio, la navata e le cappelle laterali, (ad esclusione della volta della cappella di Sant'Anna che venne affrescata da Luigi Borremans, figlio di Guglielmo Borremans).
Gli affreschi del 1950 trattano soggetti eucaristici e sono accompagnati da una decorazione illusionistica in finto marmo; la volta centrale sfondata si apre verso il cielo con il trionfo dell'ordine gesuita e, nelle cappelle laterali, le cupolette sono decorate con effetto velarium. L'artista ha apposto la sua firma e la data d'esecuzione all'innesto di uno degli archi della volta.
- Prima campata destra: Cappella di San Luigi Gonzaga e San Stanislao Kostka. Ambiente con dipinto dedicato a San Luigi Gonzaga e San Stanislao Kostka.
- Prima campata sinistra: Cappella di Sant'Anna. Ambiente affrescato da Luigi Borremans con episodi raffiguranti la Natività della Vergine e Assunzione.[4]

#### Transetto - crociera
- Braccio transetto destro: Cappella della Madonna del Carmine. Il 1889 è l'anno dell'inaugurazione dell'ambiente realizzato sotto la direzione dell'ingegnere Luigi Greco.

Ai lati dell'altare sono presenti nicchie contenenti le statue raffiguranti Santa Teresa d'Avila e di San Simone Stock.
- Braccio transetto sinistro: Cappella di Sant'Ignazio di Loyola. L'ambiente dedicato a Sant'Ignazio di Loyola, fondatore dell'ordine, fu realizzato su progetto dell'architetto Giovanni Amico, decorato con marmi mischi policromi riproducenti motivi vegetali e uccelli esotici. Conserva un bassorilievo su lastra di marmo, attribuito allo scultore siciliano Ignazio Marabitti, raffigurante la Gloria di Sant'Ignazio, col religioso rappresentato sul mondo insieme ad una serie di raggi dorati; accanto, un puttino tiene un libro recante la scritta anno domini 1600 e al di sopra un triangolo (simbolo della Trinità), recante la scritta in ebraico Yahwe. Sotto il triangolo quattro figure femminili rappresentano i quattro continenti allora conosciuti: una donna con il cammello rappresenta l'Asia, una donna con una testa di leone rappresenta l'Africa, a sinistra una donna seduta con la tiara papale sembra rappresentare l'Europa e, infine, una donna con la faretra rappresenta l'America.[1]

Nella parte inferiore dell'altare, il paliotto è rivestito da un intarsio di marmi e pietre dure che rappresentano fiori ed uccellini i cui nomi sono indicati nei nastri bianchi posti intorno a loro. Ai lati dell'altare sono presenti nicchie contenenti le statue raffiguranti San Stanislao e di San Luigi Gonzaga.

#### Absidiole
- Absidiola destra: Cappella di San Nicolò.
  - Altare adiacente presbiterio: Cappella di Cristo Re. Ambiente in marmi policromi caratterizzato da coppie di colonne ioniche binate sormontate da timpano triangolare spezzato con cartiglio intermedio. Nella nicchia centrale è collocata la statua raffigurante il Cristo Re.

- Absidiola sinistra: Cappella di San Francesco Saverio. Ambiente delimitato da balaustra marmorea. Nell'edicola la pala d'altare raffigurante San Francesco Saverio, opera di Matteo Cristadoro del 1650.[1]
  - Altare adiacente presbiterio: Cappella del Santissimo Crocifisso. Crocifisso collocato su parete reliquiario.

#### Presbiterio
Dietro l'altare maggiore, dedicato alla martire catanese, è collocato il quadro del pittore Agostino Scilla che ritrae il Martirio di Sant'Agata  incastonato in una cornice di marmo nero sormontata da putti che reggono uno stemma, opere di Ignazio Marabitti. Nelle nicchie laterali sono poste le statue raffiguranti l'Immacolata Concezione a sinistra, e San Michele Arcangelo a destra, opere di Salvatore Marino del 1753.
Nelle pareti laterali, infine, sono collocate due tele del pittore nisseno Vincenzo Roggeri, che ritraggono:
- XVII secolo, Madonna con il Bambino raffigurata con Santa Rosalia e le Sante Monache, olio su tela;
- XVII secolo, Madonna con il Bambino raffigurata con Santa Agnese, Santa Caterina d'Alessandria, Sant'Orsola, Sant'Agata, Santa Lucia e Santa Dorotea, olio su tela.

Sul pilastro esterno dell'arcata destra è addossato un pulpito marmoreo con cupolino

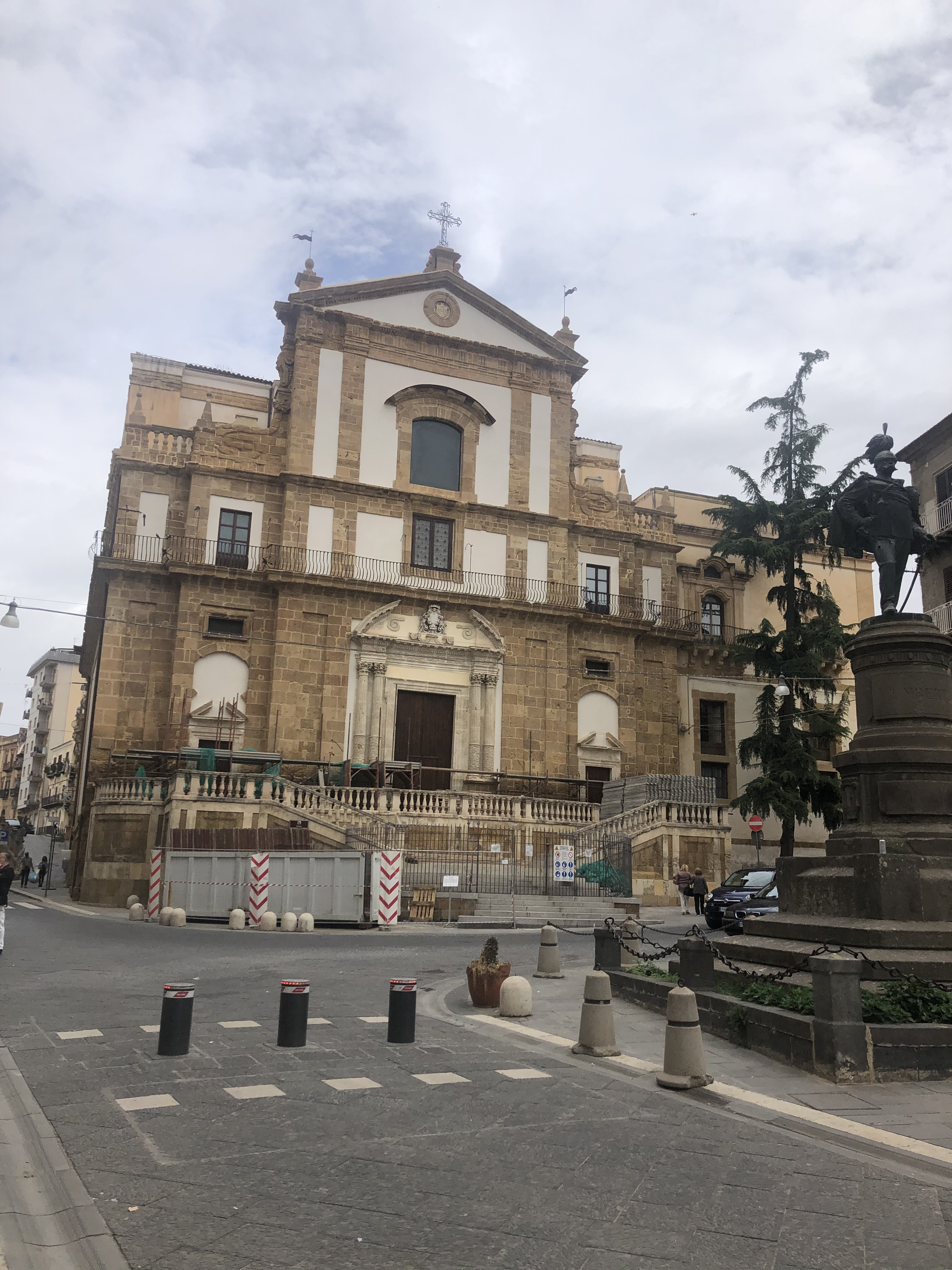
Chiesa di Sant'Agata al Collegio CL, giugno 2021 con il nuovo colore della facciata.

### Collegio dei Gesuiti
Con la soppressione la Compagnia di Gesù, i religiosi lasciarono il Collegio nisseno la notte dell'8 dicembre di quell'anno. L'edificio fu occupato dal Regio Fisco e più tardi - dal 1780 al 1808 - assegnato alle monache benedettine di Santa Croce, fino al rientro dei Gesuiti che vi restarono fino al 1848. 
In seguito ai moti insurrezionali derivanti dalla rivoluzione siciliana del 1848, i religiosi furono espulsi per la seconda volta e la chiesa servì per alcuni giorni quale sede del Comitato rivoluzionario nisseno. Ritornati l'anno dopo, i Gesuiti furono costretti nel 1860 a lasciare per la terza volta la città, dopo il decreto dittatoriale di Garibaldi: il Collegio ospitò il Liceo Ginnasio Ruggero Settimo e la Scuola Tecnica, le scuole elementari, la biblioteca comunale, il convitto provinciale e il carcere giudiziario.